# Fort Gregg-Adams
Gregg-Adams, bis 2023 Fort Lee (Virginia), bis 1941 Camp Lee (Virginia), ist ein Standort (Fort) der United States Army in Prince George County, Virginia. Das U.S. Census Bureau hat bei der Volkszählung 2020 eine Einwohnerzahl von 9.874 ermittelt. Im Jahr 2020 hatte der Standort eine Größe von 21,6 km². Kasernenkommandant (Garrison Commander) ist Colonel Michael G. Morrow.

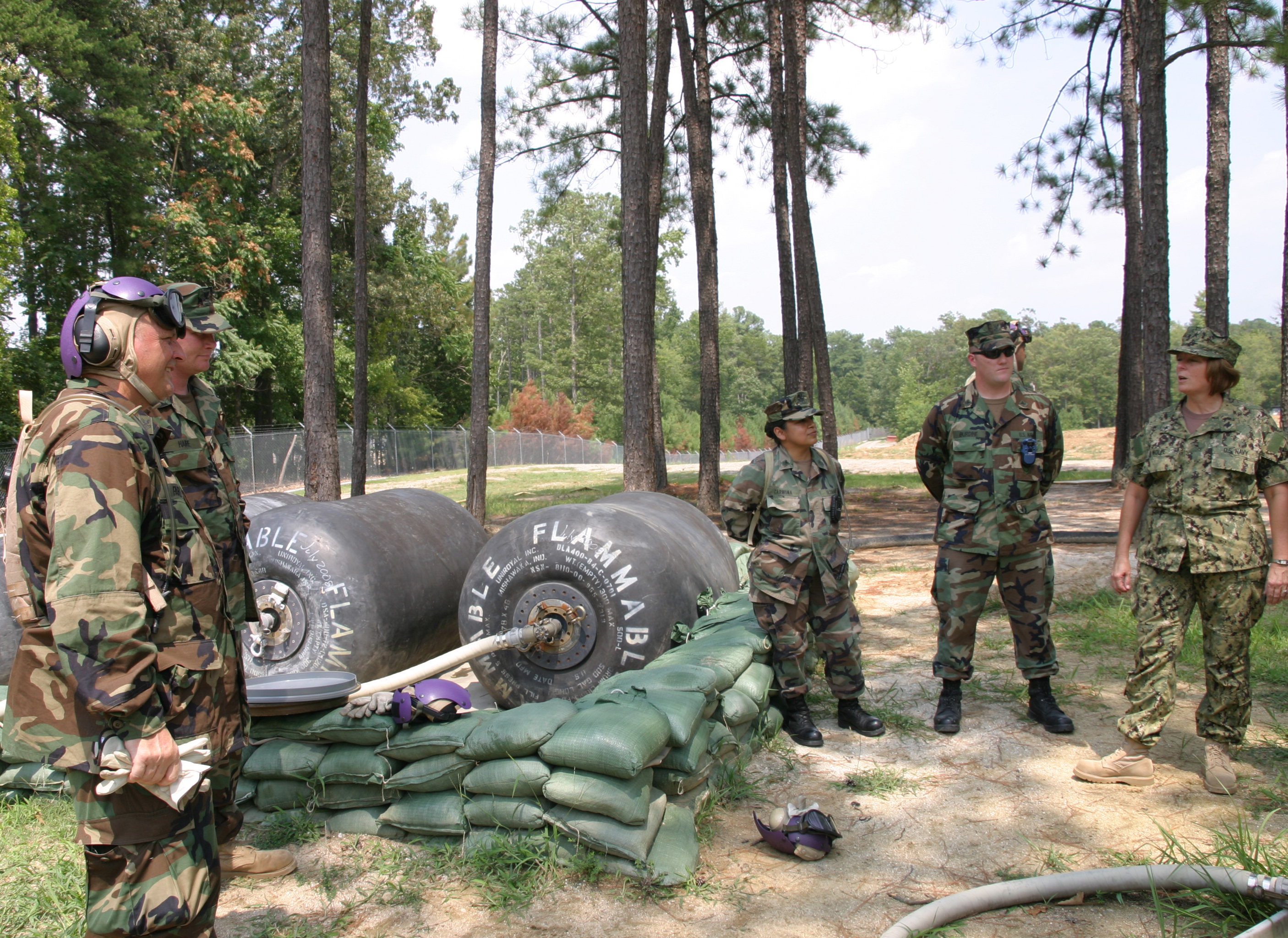
Manöver in Fort Gregg-Adams

Das Fort ist Sitz (headquarters) des Combined Arms Support Command (CASCOM), der U.S. Army Quartermaster Center and School (QMCS), der Army Logistics University (ALU), der U.S. Defense Commissary Agency (DeCA), der U.S. Ordnance Center and Schools (OC&S) und der 49th Quartermaster Group (Petroleum and Water; Truppenteil der FORSCOM). In Fort Gregg-Adams befindet sich ferner das U.S. Army Quartermaster Museum und das U.S. Army Women’s Museum.
Im April 2023 wurde das ursprünglich nach Robert Edward Lee benannte Fort in den heutigen Namen umbenannt, zu Ehren der beiden afroamerikanischen Offiziere Arthur Gregg und Charity Adams Earley.